# Мюнхвілен (Ааргау)
Мюнхвілен (нім. Münchwilen AG) — громада  в Швейцарії в кантоні Ааргау, округ Лауфенбург.

## Географія
Громада розташована на відстані близько 80 км на північний схід від Берна, 18 км на північ від Аарау.
Мюнхвілен має площу 2,5 км², з яких на 28,2% дозволяється будівництво (житлове та будівництво доріг), 39,9% використовуються в сільськогосподарських цілях, 31,5% зайнято лісами, 0,4% не є продуктивними (річки, льодовики або гори).

## Демографія
2019 року в громаді мешкало 950 осіб (+27,2% порівняно з 2010 роком), іноземців було 28,3%. Густота населення становила 386 осіб/км².
За віковим діапазоном населення розподілялося таким чином: 20,2% — особи молодші 20 років, 62,8% — особи у віці 20—64 років, 16,9% — особи у віці 65 років та старші. Було 416 помешкань (у середньому 2,3 особи в помешканні).
Із загальної кількості 493 працюючих 4 було зайнятих в первинному секторі, 334 — в обробній промисловості, 155 — в галузі послуг.